# Megatomini
Los megatominos (Megatomini) son una tribu de coleópteros polífagos de la familia Dermestidae.

## Géneros
| - Adelaidia - Amberoderma - Caccoleptus - Claviella - Cryptorhopalum - Ctesias - Falsocryptorhopalum - Globicornis - Hemirhopalum - Hirtomegatoma - Jiriella - Labrocerus - Megatoma | - Miocryptorhopalum - Myrmeanthrenus - Orphinus - Paratrogoderma - Phradonoma - Reesa - Thaumaglossa - Trogoderma - Trogoparvus - Turcicornis - Volvicornis - Xylolaidia - Zhantievus] |